# Икономическо равновесие
В икономиката икономическо равновесие е състояние, при което икономическите сили са балансирани и при липса на външни влияния равновесните стойности на икономическите променливи не се променят. Това е точката, при която количественото търсене и количественото предлагане са равни. Пазарното равновесие, например, се отнася до състоянието, при което пазарната цена е установена чрез конкуренция, такава че количеството стоки и услуги търсени от купувачите е равна на количеството от стоки и услуги произвеждана от провадавачите. Тази цена е обикновено наричана „равновесна цена“ и има тенденцията да не се променя, докато търсенето или предлагането не се промени.